# Едиханов, Андрей Иванович
Андрей Иванович Едиханов (23 октября 1924 года, с. Бурсы Палласовского кантона АО немцев Поволжья — 21 января 1991 года) — участник Великой Отечественной войны, полный кавалер ордена Славы (1991).

## Биография
Родился 23 октября 1924 года в селе Бурсы Палласовского кантона (ныне — часть села Савинка, Палласовский район Волгоградской области) АО немцев Поволжья в крестьянской семье.
В 1942 году был призван в РККА.
23 июня 1944 года старший сержант Едиханов, будучи командиром отделения 151-й отдельной разведывательной роты 130-й стрелковой дивизии 28-й армии 1-го Белорусского фронта, в районе деревень Рог и Подосинники Октябрьского района Гомельской области в числе первых ворвался во вражескую траншею. В бою был ранен, но не покинул поля боя и со своим отделением прикрыл правый фланг 528-го стрелкового полка, отразив 2 вражеские атаки. В ходе боя добыл сведения о численности противника. 27 июля 1944 года награждён орденом Славы 3 степени.
19 января 1945 года, будучи командиром отделения взвода пешей разведки 901-го стрелкового полка 245-й стрелковой дивизии 59-й армии 1-го Украинского фронта, при освобождении Кракова в числе первых с бойцами ворвался в город и в уличных боях нанёс противнику значительный урон. 21 января 1945 года повторно награждён орденом Славы 3 степени.
26 января 1945 года, действуя в тылу противника в районе населённого пункта Биркенталь в 12,5 км к югу от Домброва-Гурне вместе со своим отделением, пленил двоих вражеских солдат.
30 января 1945 года при форсировании реки Одер в районе населённого пункта Одервальде в 27 км к западу от городе Глейвиц первым достиг левого берега и с отделением, нанеся значительный урон противнику, удержал захваченный рубеж. 15 февраля 1945 года награждён орденом Славы 2 степени, 6 мая 1991 года посмертно перенаграждён орденом Славы 1 степени.
После демобилизации в 1947 году жил и работал в селе Савинка Палласовского района Волгоградской области.
Умер 21 января 1991 года.

## Награды
- орден Славы 3 степени (27.7.1944)[1]
- орден Славы 3 степени (21.1.1945)[2], перенаграждён орденом Славы 1 степени (6.5.1991)
- орден Славы 2 степени (15.2.1945)[3]
- медаль «За боевые заслуги» (11.3.1985)[4]